# 슈퍼 레즈 FC
이순 슈퍼 레즈 FC(Yishun Super Reds FC)는 싱가포르 리그에서 활약했던 한국인으로만 구성되었던 축구단이다.

## 역사
슈퍼 레즈는 2007년 싱가포르의 한인 커뮤니티 주도로 창단되었다. 클럽의 지배구조에 관여하는 당사자로는 싱가포르 한인회를 비롯해 한국 재계와 주 싱가포르 한국대사관 등이 있다. 창단 당시에는 코리안 슈퍼 레즈 FC로 창단했으나 2007년 8월에 슈퍼 레즈 FC로 명칭을 변경하였다.
2010년, 선수단이 단 4명의 선수만 남게 되면서 리그에 계속 잔류하기 위해 구단명을 이순 슈퍼 레즈 FC로 변경하여 현지 팀으로의 변경을 시도했으나 2010 시즌 싱가포르 리그 참가를 거부당했다.
슈퍼 레즈의 창립자이자 감독은 이전에 스포르팅 아프리카 FC의 기술 이사였던 전 대한민국 축구 국가대표팀 출신의 홍인웅이었다. 그의 후임자는 클럽의 메인 후원사였던 QT 테크놀로지 Pte Ltd의 CEO였던 찰리 윤이었다.

## 역대 감독
| 감독   | 임기        |
| ------ | ----------- |
| 김준현 | 2007        |
| 전경준 | 2008 ~ 2010 |

## 성적
| 시즌 | 순위 | 경기수 | 승 | 무 | 패 | 득 | 실 | 승점 | 싱가포르컵 | 리그컵 |
| ---- | ---- | ------ | -- | -- | -- | -- | -- | ---- | ---------- | ------ |
| 2007 | 12위 | 33     | 3  | 9  | 21 | 24 | 80 | 18   | 예선       | 8강    |
| 2008 | 2위  | 33     | 24 | 3  | 6  | 68 | 32 | 75   | 8강        | 준우승 |
| 2009 | 5위  | 33     | 14 | 8  | 8  | 52 | 34 | 50   | 예선       | 8강    |